# Milorad Mažić
Milorad Mažić, cyr. Милорад Мажић (ur. 23 marca 1973 we Vrbasie) – serbski sędzia piłkarski Super ligi Srbije oraz międzynarodowy.
Milorad Mažić sędziuje mecze Super liga Srbije a także Ligi Mistrzów UEFA i Ligi Europy UEFA. Został także wyznaczony do sędziowania spotkań Mistrzostw Świata 2014, Mistrzostw Europy 2016, Pucharu Konfederacji 2017 oraz Mistrzostw Świata 2018. 2 lipca 2017 roku sędziował Finał Pucharu Konfederacji pomiędzy Chile a Niemcami, który zakończył się wygraną Niemiec 1:0. 26 maja 2018 roku sędziował finał Ligi Mistrzów pomiędzy Realem Madryt a Liverpoolem FC, który zakończył się zwycięstwem Realu 3:1.

## Sędziowane mecze Mistrzostw Świata 2014
| Mecz                | Data       | Miejsce                          | Runda        | Wynik | Żółta kartka | Czerwona kartka |
| ------------------- | ---------- | -------------------------------- | ------------ | ----- | ------------ | --------------- |
| Niemcy – Portugalia | 16.06.2014 | Fonte Nova, Salvador             | Faza grupowa | 4:0   | 1            | 1               |
| Argentyna – Iran    | 21.06.2014 | Estádio Mineirão, Belo Horizonte | Faza grupowa | 1:0   | 2            | 0               |

## Sędziowane mecze Mistrzostw Europy 2016
| Mecz               | Data       | Miejsce                      | Runda        | Wynik | Żółta kartka | Czerwona kartka |
| ------------------ | ---------- | ---------------------------- | ------------ | ----- | ------------ | --------------- |
| Irlandia – Szwecja | 13.06.2016 | Stade de France, Saint-Denis | Faza grupowa | 1:1   | 3            | 0               |
| Hiszpania – Turcja | 17.06.2016 | Allianz Riviera, Nicea       | Faza grupowa | 3:0   | 3            | 0               |
| Węgry – Belgia     | 26.06.2016 | Stadium Municipal, Tuluza    | 1/8 Finału   | 0:4   | 7            | 0               |

## Sędziowane mecze Pucharu Konfederacji 2017
| Mecz                | Data       | Miejsce                          | Runda        | Wynik | Żółta kartka | Czerwona kartka |
| ------------------- | ---------- | -------------------------------- | ------------ | ----- | ------------ | --------------- |
| Kamerun – Australia | 22.06.2017 | Stadion Kriestowskij, Petersburg | Faza grupowa | 1:1   | 3            | 0               |
| Chile – Niemcy      | 2.07.2017  | Stadion Kriestowskij, Petersburg | Finał        | 0:1   | 7            | 0               |

## Sędziowane mecze Mistrzostw Świata 2018
| Mecz                      | Data       | Miejsce                         | Runda        | Wynik | Żółta kartka | Czerwona kartka |
| ------------------------- | ---------- | ------------------------------- | ------------ | ----- | ------------ | --------------- |
| Korea Południowa – Meksyk | 23.06.2018 | Rostow Ariena, Rostów nad Donem | Faza grupowa | 1:2   | 4            | 0               |
| Senegal – Kolumbia        | 28.06.2018 | Samara Ariena, Samara           | Faza grupowa | 0:1   | 2            | 0               |
| Brazylia – Belgia         | 6.07.2018  | Kazań Ariena, Kazań             | Ćwierćfinał  | 1:2   | 4            | 0               |